# El misteri del collaret
El misteri del collaret  (títol original en anglès: The Affair of the Necklace) és una pel·lícula estatunidenca de Charles Shyer estrenada el 2001, basada en la trama de l'Assumpte del collar. Ha estat doblada al català
Va ser nominada l'any 2001 als premis Satellite al millor vestuari i a l'Oscar al millor vestuari i va tenir un coent fracàs al box office.

## Argument
La jove comtessa Jeanne de la Motte-Valois, pretesament de ascendència reial, busca trobar la seva plaça a l'aristocràcia francesa, i per això ha de comprar títols de noblesa.
Per a arribar-hi, Jeanne s'acosta al Cardenal Rohan, llavors exclòs de la Cort. Amb la finalitat d'entrar en els bons oficis de Marie-Antoinette, Jeanne proposa al cardenal que serveixi secretament d'intermediari amb joiers per a la compra d'un collaret de diamants d'un valor inestimable i que la reina li reconeixerà. El convenç descobrint cartes suposadament signades per la Reina demanant no revelar al Rei l'adquisició d'aquesta joia. Ara bé, es tracta en realitat d'un cop fraudulent que pretén sostreure diners al Cardenal que Jeanne ha incrementat en companyia del Comte Nicolas de la Motte el seu espòs, i de Rétaux de Villette el seu amant, volent així recomprar la casa familiar del seu pare i trobar el seu rang social ultratjat.

## Repartiment
- Hilary Swank: Jeanne de Valois-Saint-Rémy
- Jonathan Pryce: Cardenal Louis de Rohan
- Adrien Brody: Comte Nicolas de la Motte
- Simon Baker: Rétaux de Villette
- Joely Richardson: Maria Antonieta d'Àustria
- Christopher Walken: el Comte Cagliostro
- Simon Shackleton: Lluís XVI de França
- Hayden Panettiere: Jeanne, de nena
- Brian Cox: Baró de Breteuil, ministre del rei
- Paul Brooke: M. Bohmer
- Helen Màsters: Madame Campan
- Michael Bills (figurant)

## Crítica
- "Film solvent i estimulant animat per un superb elenc d'actors."[3]